# Матч за звание чемпионки мира по шахматам 2018
Матч за звание чемпионки мира по шахматам 2018 года между действующей чемпионкой мира Тань Чжунъи и претенденткой Цзюй Вэньцзюнь проходил со 2 по 20 мая 2018 года в Шанхае и Чунцине, Китай.
Новой, 17-й по счёту чемпионкой мира по шахматам стала китайская шахматистка Цзюй Вэньцзюнь, победившая Тань Чжунъи со счётом 5½:4½.

## Регламент
- Место проведения: Китай, Шанхай (2—9 мая) — Чунцин (11—20 мая);
- Дата проведения: 2—20 мая 2018 года;
- Контроль времени: 90 минут на 40 ходов, затем 30 минут до конца партии с добавлением 30 секунд после каждого хода, начиная с первого;
- Призовой фонд: 200 000 €; распределение: 60 на 40 % в пользу победителя (55 на 45 % — при тай-брейке).

## Расписание
| Шанхай | Шанхай   |
| ------ | -------- |
| 2 мая  | Открытие |
| 3 мая  | 1 партия |
| 4 мая  | 2 партия |
| 6 мая  | 3 партия |
| 7 мая  | 4 партия |
| 9 мая  | 5 партия |

| Чунцин | Чунцин               |
| ------ | -------------------- |
| 12 мая | 6 партия             |
| 13 мая | 7 партия             |
| 15 мая | 8 партия             |
| 16 мая | 9 партия             |
| 18 мая | 10 партия            |
| 19 мая | Тай-брейк / Закрытие |

Начало туров — в 15:00 по местному времени (в 10:00 МСК).

## Таблица матча
| №      | Участницы      | Рейтинг | 1                                | 2                                | 3                                | 4                                | 5                                | 6                                | 7                                | 8                                | 9                                | 10                                |  | +    | −    | =    | Очки |
| ------ | -------------- | ------- | -------------------------------- | -------------------------------- | -------------------------------- | -------------------------------- | -------------------------------- | -------------------------------- | -------------------------------- | -------------------------------- | -------------------------------- | --------------------------------- |  | ---- | ---- | ---- | ---- |
| 1      | Тань Чжунъи    | 2522    | ½                                | 0                                | 0                                | 1                                | 0                                | 1                                | ½                                | ½                                | ½                                | ½                                 |  | 2    | 3    | 5    | 4½   |
| 2      | Цзюй Вэньцзюнь | 2571    | ½                                | 1                                | 1                                | 0                                | 1                                | 0                                | ½                                | ½                                | ½                                | ½                                 |  | 3    | 2    | 5    | 5½   |
| Партии | Партии         | Партии  | Партия № 1 в базе chessgames.com | Партия № 2 в базе chessgames.com | Партия № 3 в базе chessgames.com | Партия № 4 в базе chessgames.com | Партия № 5 в базе chessgames.com | Партия № 6 в базе chessgames.com | Партия № 7 в базе chessgames.com | Партия № 8 в базе chessgames.com | Партия № 9 в базе chessgames.com | Партия № 10 в базе chessgames.com |  | Итог | Итог | Итог | Итог |

## Следующий турнир
В ноябре 2018 года ФИДЕ провёл в Ханты-Мансийске следующий Чемпионат мира среди женщин по нокаут-системе среди 64 участниц. Победительницей стала действующая чемпионка мира по классическим шахматам китаянка Цзюй Вэньцзюнь.